# Национальный парк Крюгера
Национальный парк Крю́гера (Национальный парк Крюгер, африк. Nasionale Krugerwildtuin, англ. Kruger National Park) — старейший национальный парк ЮАР. Расположен на юге Африки (северо-восток ЮАР) и является частью биосферного резервата Крюгер-ту-Кэньонс, образованного в 2001 году. Назван в честь президента Трансвааля Пауля Крюгера.

## Физико-географические характеристики

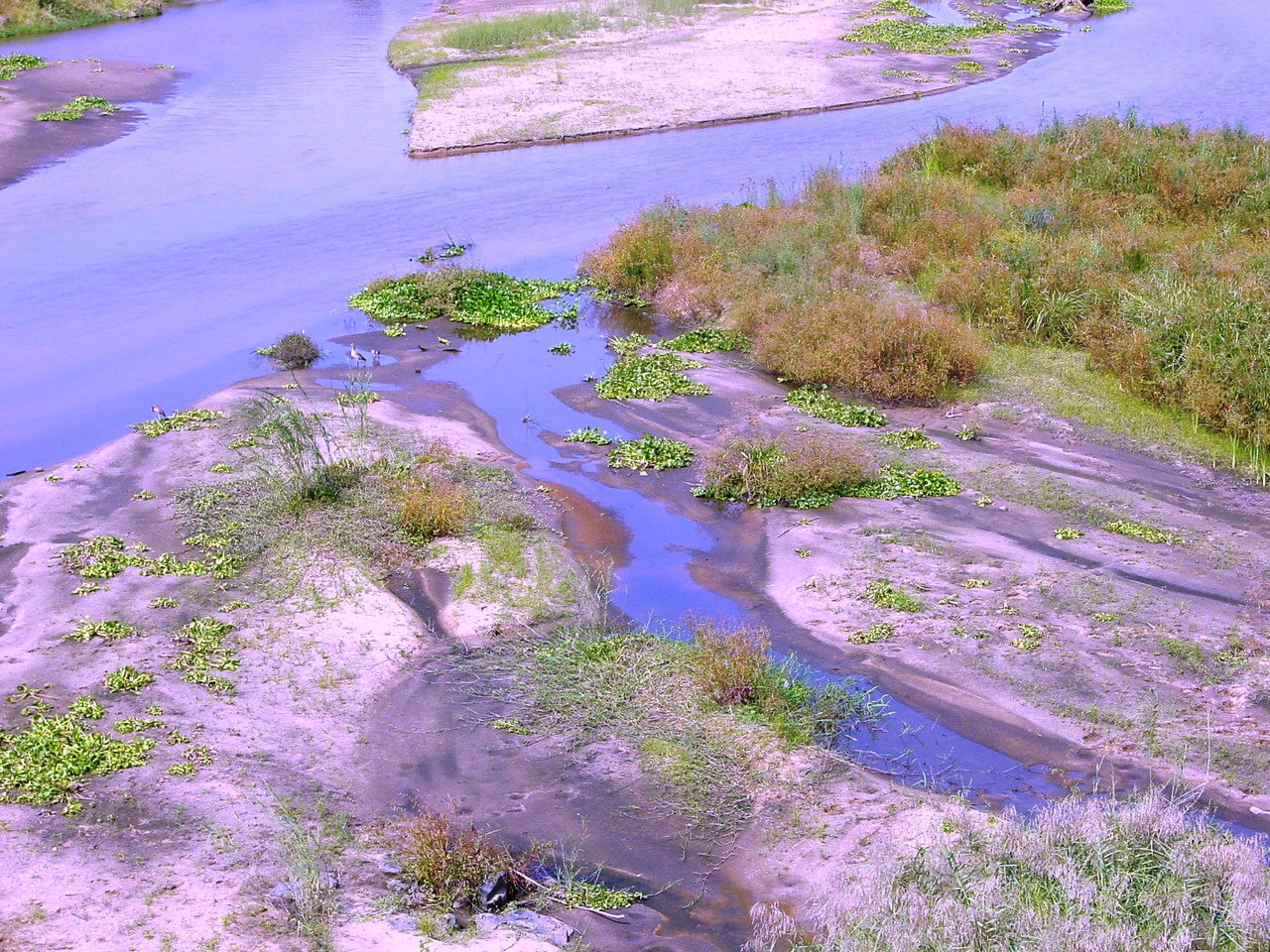
Крокодиловая река

Парк расположен на востоке бывшей провинции Трансвааль между реками Лимпопо и Крокодил (ныне территория парка входит в провинции Мпумаланга и Лимпопо). На востоке парк граничит с Мозамбиком.
Общая протяжённость парка с севера на юг составляет 340 км. Три основные части парка (северная, центральная и южная) сформированы реками Улифантс и Саби.
Климат на территории парка субтропический, сезон дождей обычно с октября по март (включительно).

## История
На территории парка были обнаружены следы Homo erectus, которые жили здесь более полумиллиона лет назад. Кроме того, в парке присутствуют артефакты каменного и железного веков. На территории парка находится около 130 мест наскальной живописи, более 300 археологических объектов, включая руины Thulamela и Masorini.
История региона, заселения территории и появления европейцев нашла своё отражение в культуре народа нгуни.

### История парка
В 1884 году президент Трансвааля Пауль Крюгер выступил с инициативой создания природоохранной зоны в Низком Велде. В 1898 году на территории между реками Саби и Крокодил был основан резерват Саби, на территории которого была ограничена охота. 31 мая 1926 года на базе охотничьих резерватов Саби и Шингвидзи был создан парк Крюгера, который стал первым национальным парком ЮАР. Историю становления национального парка можно посмотреть в библиотеке имени Стевенсона-Гамильтона, первого смотрителя парка, назначенного в 1902 году.
С 2002 года парк входит в состав формируемого Трансграничного парка Большой Лимпопо.

## Флора и фауна
На территории парка Крюгера преобладает растительность парковой саванны, характеризующаяся редколесьем, сухими листопадными лесами, злаками. Часть парка, расположенная севернее реки Улифантс, представляет собой велд мопане, в то время как южная часть является торнвелдом. На территории парка произрастает 17 из 47 видов деревьев, охраняемых государством (список опубликован в сентябре 2004 года.
По данным БСЭ, в центральной части парка наблюдается самая большая концентрация диких животных в мире. В парке обитают слоны, бегемоты, жирафы, носороги, львы, леопарды, нильские крокодилы, 17 видов антилоп. По информации управления парка на его территории обитает около 1500 львов, 12000 слонов, 2500 буйволов, 1000 леопардов и 5000 носорогов (как белых, так и чёрных).
|                           |               |                     |
| Ньяла                     | Саванный слон | Африканский леопард |
|                           |               |                     |
| Обыкновенный бородавочник | Белый носорог | Африканский буйвол  |

На территории парка обитает более 400 видов птиц, по информации парка — более 500, среди которых много эндемиков.
|                  |                      |                       |
| Серебристый орёл | Буроголовая альциона | Южный желтоклювый ток |
|                  |                      |                       |
| Орёл-скоморох    | Обыкновенная цесарка | Сизоворонка           |

Для наблюдения за животным миром парка лучше всего подходит засушливый сезон с марта по октябрь, когда деревья сбрасывают листву.

## Парковая инфраструктура
В парк можно попасть через девять различных ворот, которые обычно открыты с 6 часов утра до 17:30. На территории парка расположено большое количество стоянок для отдыха (около 30), в том числе несколько частных кемпингов.

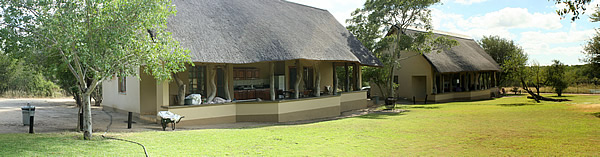
Кемпинги на территории парка

## В кино
- «Под небом Африки»[англ.] — реж. Кен Эннакин (Великобритания, 1958)